# ۳۱ دسامبر
۳۱ دسامبر در تقویم گرگوری، سیصد و شصت و پنجمین (در سال‌های کبیسه سیصد و شصت و ششمین) روز سال است. این روز آخرین روز سال است.

## رویدادها
- ۴۰۶ - با گذشت قوای متخاصم از رود رن حمله قوم گول به امپراتوری روم آغاز شد.
- ۱۶۰۰ - کمپانی هند شرقی بریتانیا تأسیس شد.
- ۱۸۵۷ - ملکه ویکتوریا ایالت اتاوا، در کانادای امروزی را مستعمره انگلستان کرد.

- ۱۸۷۹ - توماس ادیسون به‌طور رسمی لامپ رشته‌ای اختراع خودش را به اطلاع عموم رساند.
- ۱۹۰۶ - مظفر الدین شاه قاجار به‌طور رسمی قانون مشروطه ایران را امضا کرد.
- ۱۹۴۴ - در طی جنگ جهانی دوم مجارستان به‌طور رسمی به آلمان نازی اعلان جنگ داد.
- ۱۹۴۶ - هری ترومن رئیس‌جمهور ایالات متحده به‌طور رسمی پایان مخاصمه جنگ جهانی دوم را اعلام کرد.
- ۱۹۴۷ - آغاز کشتار بلد الشیخ
- ۱۹۵۵ - جنرال موتورز اولین شرکت آمریکایی شد که سالانه درآمدی بالغ بر بیش یک میلیون دلار دارد.
- ۱۸۶۲ - آبراهام لینکلن «اعلامیه آزادی بردگان» را در اوج جنگ داخلی آمریکا صادر کرد و آن را در قانون اساسی ایالات متحده آمریکا مُدوّن ساخت.[۱]
- ۱۹۶۰ - فارثینگ، سکه پول خرد انگلیس از دور خارج شد.
- ۱۹۶۳ - کنفدراسیون آفریقای مرکزی منحل شد و کشورهای زامبیا، مالاوی و رودزیای جنوبی تشکیل شدند.

- ۱۹۶۵ - آغاز کودتای جان بیدل بوکاسا فرمانده ارتش آفریقای مرکزی و نظامیان تحت امرش علیه دولت دوید داکو.
- ۱۹۸۱ - در پی کودتای نظامیان به رهبری خلبان سرتیپ جری رولینگ دولت هیلا لیمان در غنا سرنگون شد و جری رولینگ با عنوان رئیس شورای موقت دفاع ملی به قدرت رسید.
- ۱۹۸۳ - در اثر کودتای ژنرال محمدو بوهاری دولت شیخو شاجاری دومین رئیس‌جمهور نیجریه سقوط کرد.
- ۱۹۹۲ - چک-اسلوواکی تجزیه شد.
- روز جهانی زیبارویان

- ۱۹۹۹ - بوریس یلتسین، اولین رییس جمهور روسیه استعفا داد. رئیس‌جمهور بعدی ولادیمیر پوتین بود.

- ۱۹۹۹ - ایالات متحده آمریکا کنترل کانال پاناما را به دولت پاناما سپرد.
- ۲۰۱۱ - روز عراق، مصادف با خروج اولین گروه از نظامیان آمریکایی از عراق و پنجمین سالگرد اعدام صدام، این روز توسط نوری مالکی، نخست‌وزیر وقت نامگذاری شد.[۲]

## زادروزها
- ۱۶۷۹ - جووانی آلفونسو بورلی، ریاضی‌دان و فیزیک‌دان ایتالیایی.
- ۱۸۶۹ - آنری ماتیس، نقاش و مجسمه‌ساز فرانسوی.
- ۱۸۸۰ - جرج مارشال، نظامی اهل آمریکا.
- ۱۸۹۹ - سیلوستره ربوئلتاس، رهبر ارکستر و آهنگساز اهل مکزیک.
- ۱۹۱۵ - جلیله رضا، شاعر مصری. [۳]
- ۱۹۳۰ - اودتا، خواننده و فعال اجتماعی آمریکایی.
- ۱۹۳۵ - ملک سلمان بن عبدالعزیز آل سعود، هفتمین پادشاه عربستان سعودی و بیستمین فرمانروا از خاندان آل سعود.
- ۱۹۳۷ - آنتونی هاپکینز، بازیگر و کارگردان اهل ولز.
- تولد سر الکس فرگوسن، سرمربی افسانه ای منچستریونایتد در سال 1941
- ۱۹۴۳ - بن کینگزلی، بازیگر اهل انگلیس.
- ۱۹۴۸ - سندی جاردین، بازیکن فوتبال اهل اسکاتلند.
- ۱۹۵۳ - جین بادلر، هنرپیشه و خواننده اهل آمریکا.
- ۱۹۶۰ - استیو بروس، مربی و بازیکن فوتبال اهل انگلستان.
- ۱۹۶۴ - مایکل مک‌دونالد، بازیگر و کمدین آمریکایی.
- ۱۹۷۳ - کورتیز مایدن، شناگر اهل کانادا.
- ۱۹۷۷ - واردی آلفو، بازیکن فوتبال اهل کاستاریکا.
- ۱۹۸۱ - مارگارت سیمپسون، ورزشکار هفت‌گانهٔ غنایی. [۴]
- ۱۹۸۲ - دنیز چاکیر، هنرپیشهٔ ترکیه‌ای.
- ۱۹۹۸ - دکتر فاطمه دهقانی،  شاعر  و پزشک ساکن استرالیا -  بریزبن
- ۲۰۰۲ - جو اسکالی، بازیکن فوتبال آمریکایی.

## مرگ‌ها
- ۳۳۵ - سیلوستر یکم، یکی از پاپ‌های کلیسای کاتولیک رم.
- ۱۹۲ - کومودوس، امپراتور روم.
- ۹۱۴ - ابن حوشب، داعی اسماعیلی. [۵]
- ۱۵۱۴ - اندریاس وزالیوس، پدر دانش کالبدشناسی و آغازگر روشنفکری در پزشکی.
- ۱۷۷۵ - ریچارد مونتگومری، ارتشی و سرباز بریتانیایی.
- ۱۸۷۷ - گوستاو کوربه، نقاش فرانسوی.
- ۱۸۹۴ - توماس استیلتیس، ریاضی‌دان هلندی.
- ۱۹۳۶ - میگل د اونامونو، نویسنده و شاعر اسپانیایی.
- ۱۹۴۹ - رضا توفیق بلوک‌باشی، فیلسوف، شاعر و سیاستمدار عثمانی.
- ۱۹۹۳ - زویاد گامساخوردیا، سیاستمدار اهل گرجستان.
- ۲۰۰۰ - آلن کرانستون، سناتور سابق آمریکایی.
- ۲۰۰۳ - آرتور آر فون هیپل، فیزیک‌دان اهل آلمان.
- ۲۰۰۸ - دانلد ای وستلیک، نویسنده آمریکایی.
- ۲۰۲۱ - بتی وایت، هنرپیشه و کمدین اهل آمریکا.

## اعیاد
- عید شب سرآمدن سال[۶]

## جُستارهای وابسته
- ویکی‌پدیا:یادبودهای برگزیده/۳۱ دسامبر